# 約翰·蒙茲
約翰·蒙茲（英語：John Monds；1965年6月17日—），是美國政治人物和活動家，曾在2010年代表自由意志党競逐喬治亞州州長職務，成為首名參選該職務的非裔美国人。
蒙茲於2008年公共服務委員會第一全國選區成為美國首位獲得超過1,000,000票的自由意志黨候選人，在只有共和黨對手的下獲得1,076,726票（33.4%），亦使他獲得美國任何級別選舉中自由意志黨候選人的歷來最高票數，直至2012年美國總統選舉被加里·約翰遜的1,139,562票打破，至今蒙茲仍是自由意志黨中獲得最高得票率的候選人。
2020年1月27日，蒙茲提交了2020年美國總統選舉自由意志黨初選的申請，但在5月23日的在自由意志黨在線全國代表大會中第三輪投票中被淘汰。

## 外部連結
- Monds2020.com, 總統競選官方網站 （页面存档备份，存于）
- C-SPAN內的頁面（英文）
- 喬治亞州自由意志黨 （页面存档备份，存于）